# Sami Mokaddem
Sami Mokaddem (arabe : سامي المقدم), né en juillet 1982 à Tunis (El Menzah), est un écrivain tunisien.

## Biographie
Sami Mokaddem étudie à l'Institut des hautes études commerciales de Carthage puis occupe le poste de directeur dans une compagnie privée. En 2017, il se marie à la BookTubeuse (en) et résidente en médecine Sonya Ben Behi dans une librairie à La Marsa,.
En 2021, Mokaddem devient le président du jury du « prix Goncourt : choix de la Tunisie ».

## Œuvres

### Français
- 2013 : La Cité écarlate[5]
- 2014 : Dix-Neuf (trilogie de Carthage, prix « Découverte » des Comar d'or 2015)
- 2017 : Le Sang des anges (trilogie de Carthage)
- 2020 : Le Secret des Barcides (trilogie de Carthage)
- 2021 : Il était deux fois le petit prince

### Arabe
- 2019 : مقبرة الفراشات (Sous les cendres des papillons)[6],[7]

## Distinctions
En 2015, Mokaddem reçoit le prix « Découverte » des Comar d'or pour son premier roman de la trilogie de Carthage. En 2020, il reçoit le Prix spécial du jury du Comar d'or pour son roman Le Secret des Barcides et, en 2021, le roman devient finaliste du prix POLA. 
En 2024, il reçoit le prix de l'encouragement de l’État tunisien à la production littéraire et scientifique, dans la catégorie « roman ».